# Hyposcada cynthia
Hyposcada cynthia är en fjärilsart som beskrevs av Fox 1941. Hyposcada cynthia ingår i släktet Hyposcada och familjen praktfjärilar. Inga underarter finns listade i Catalogue of Life.